# Prehistoria en Guipúzcoa

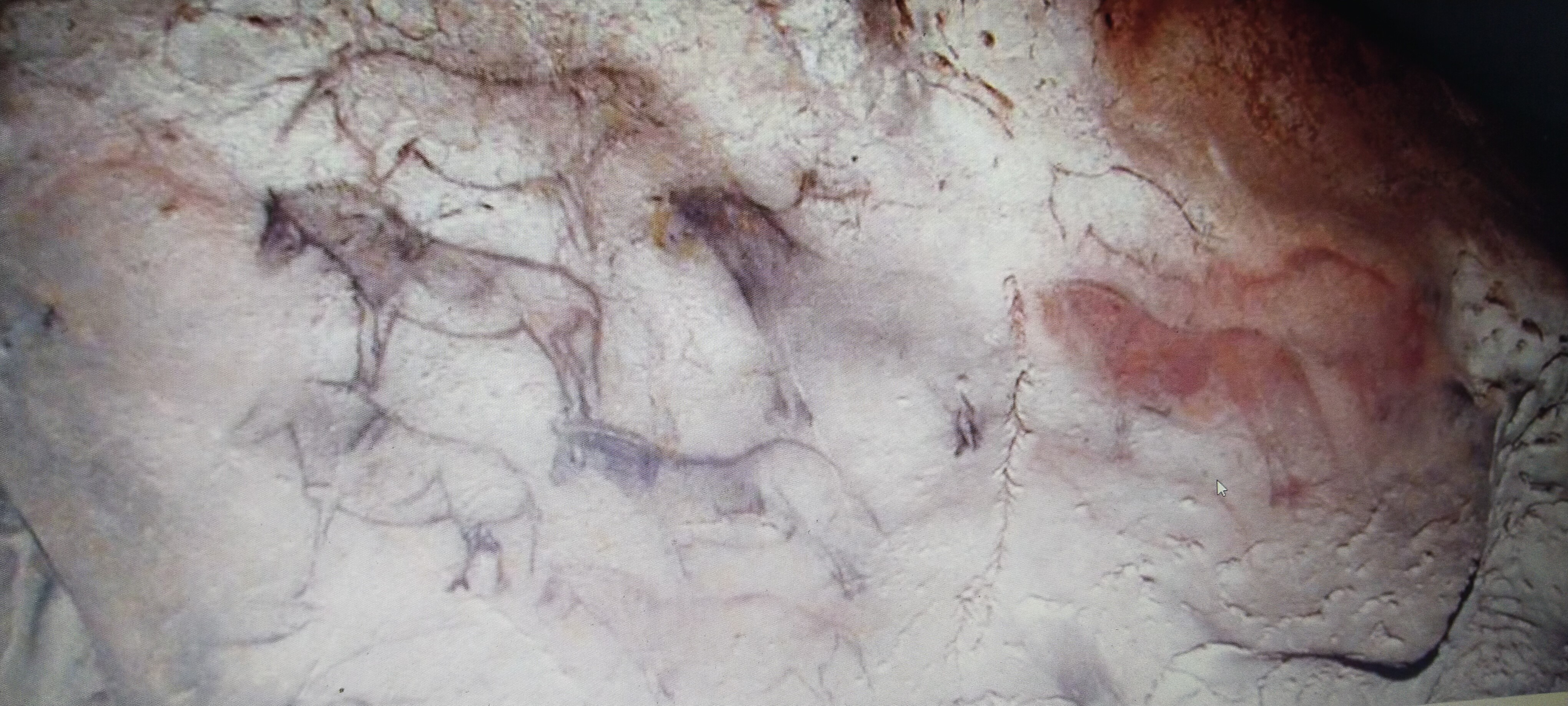
Caballos de Ekain

La Prehistoria en Guipúzcoa,  norte de España,  muestra una notable presencia humana en la región desde el paleolítico inferior hace unos 200000 años.
Durante la  glaciación de Würn,   entre 100000 y 9500 años a. C.  el nivel del mar fue 100 metros inferior al actual, lo que descubrió una plataforma continental en la Cornisa Cantábrica  de unos 18 kilómetros de ancho. Era un entorno rico en fauna como  renos, ciervos y bisontes por lo que era un hábitat ideal para los seres humanos.
Los hallazgos más antiguos son restos del homo heidelbergeinsis  (200000 años) y del homo neanderthalensis (70000 años) en las cuevas de Lezetxiki (Mondragón) y Amalda ( Aizarna).
Además, El homo sapiens dejó una amplia variedad de vestigios en la provincia incluyendo  pinturas rupestres,  dólmenes, crómlech y herramientas de piedra. 
La cueva de Ekain (Deva), con su réplica visitable para el público, es un referente de la pintura rupestre cantábrica con sus característicos caballos. Fue nombrada Patrimonio de la Humanidad de la UNESCO en el año 2008. Pertenecen al periodo magdaleniense del paleolítico superior (12000 años AC).
Los estudios y excavaciones prehistóricas en Guipúzcoa fueron impulsados por pioneros como  Telesforo Aranzadi, José Miguel de Barandiarán y Enrique Eguren en el primer tercio del siglo XX. A ellos deben añadirse grupos más recientes de investigación creados principalmente en torno a  la Sociedad de Ciencias Aranzadi.

## Descripción histórica

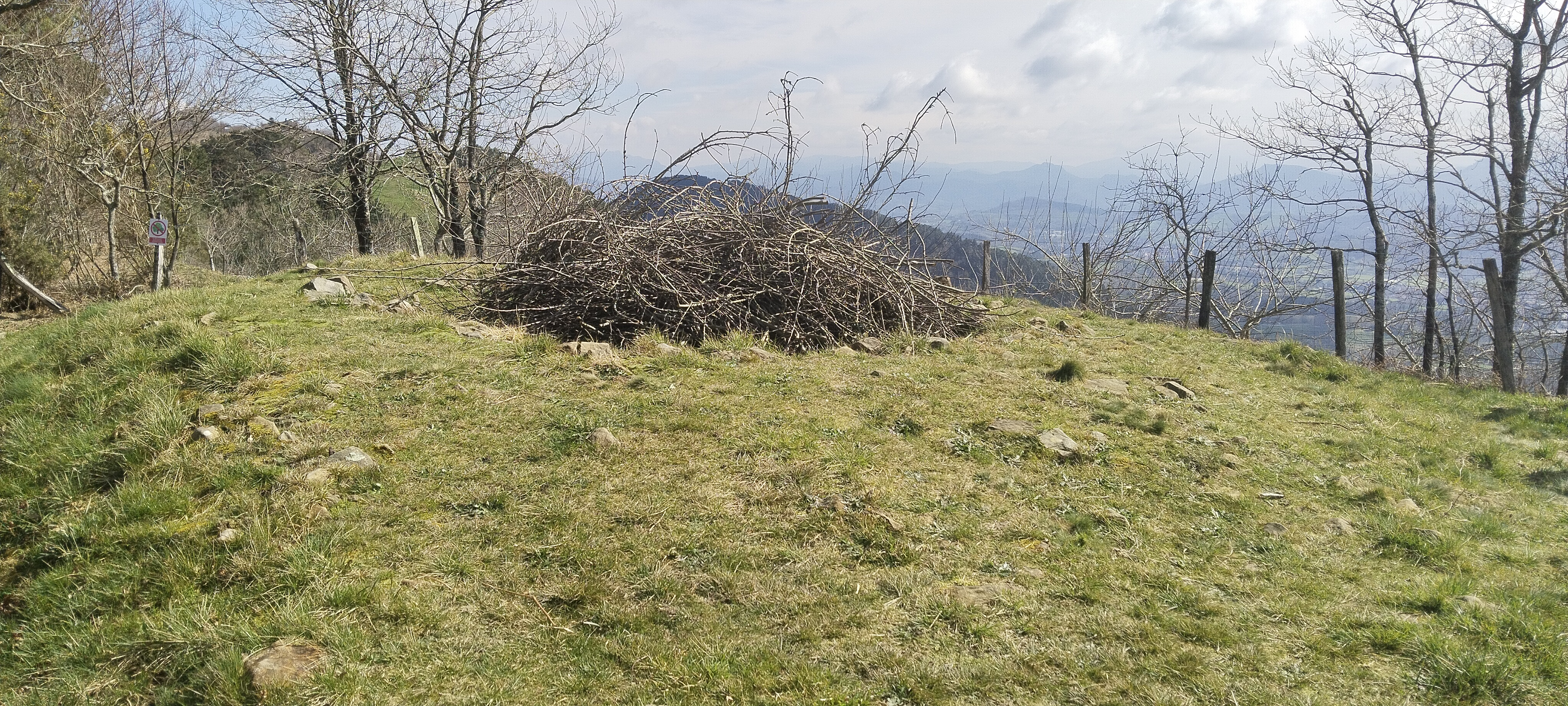
Túmulo en la serranía de Igueldo

Los primeros hallazgos que dan constancia de la presencia humana en el territorio datan del Paleolítico Inferior entre 500000 y 200000 años a. C. 

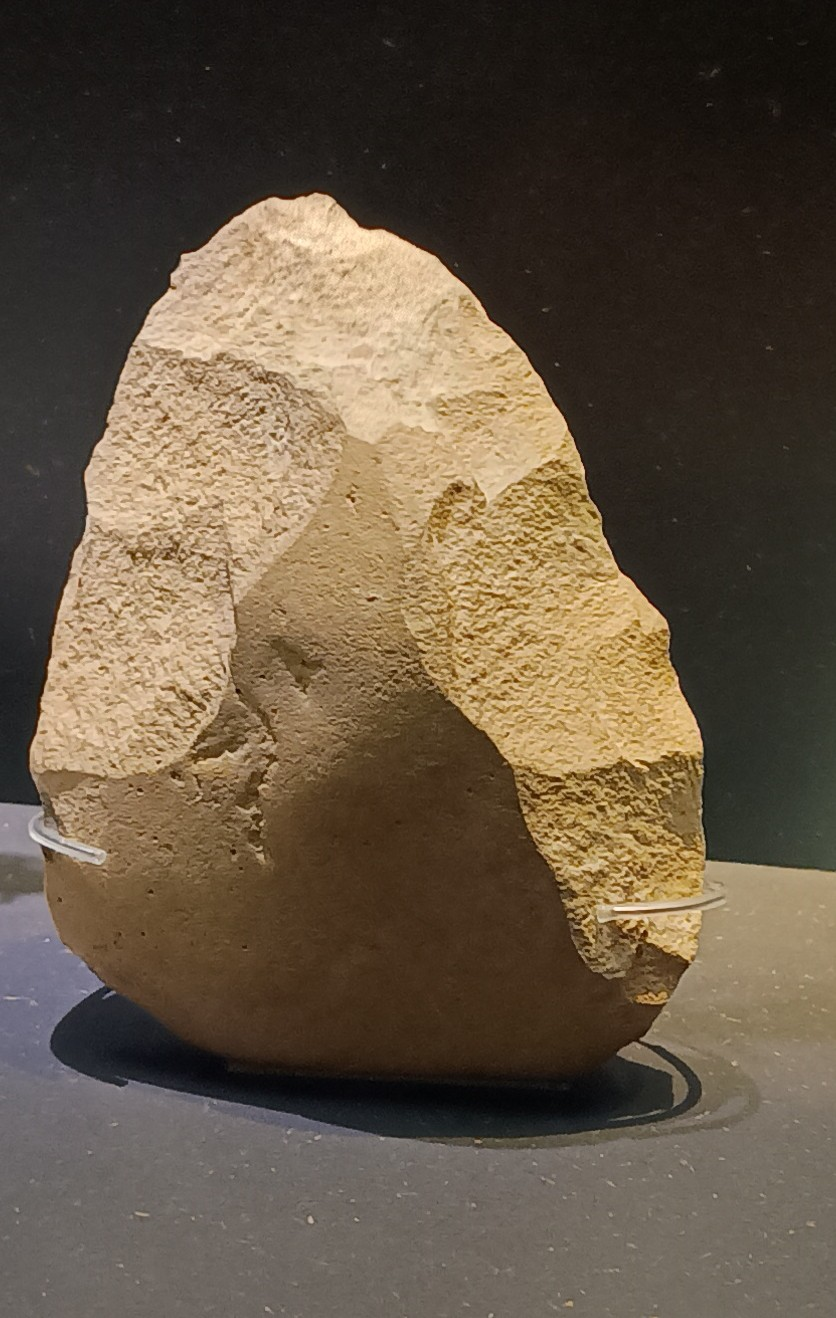
Bifaz del paleolítico medio en Guipúzcoa

Se trata de algunos restos del Homo heidelbergeinsis hallados en la cueva de Lezetxiki (Mondragón) junto con restos de animales como osos de las cavernas entre otros.
Existen restos del hombre de Neandertal en las cuevas de Lezetxiki (Mondragón),  de Amalda ( Aizarna) y de San Adrián (Cegama) de unos 70000 años así como restos de animales propios de la glaciación como mamut  o rinoceronte lanudo en Labeko Kaba.
La llegada del homo sapiens que colonizó Europa procedente de África reemplazó al hombre de Neardenthal hacia el 40000 a. C.
Del homo sapiens   hay muchos restos y vestigios en Guipúzcoa como puntas de sílex, buriles, adornos y sobre todo pinturas rupestres (entre 15000 y 10000 a. C.) siendo Ekain (Deba)su mejor representación . Otras son las Cuevas de Urtiaga ( Deba),  Aitzbitarte IV ( Rentería) o la de Altxerri (Aya).
Con el aumento de las temperaturas entre 9500 y 4000 años a. C los habitantes abandonaron las cuevas y colonizaron los valles de los ríos, que disponían ya de una amplia foresta.Eran los cazadores - recolectores y la población de Guipúzcoa, de varios miles de individuos,  se distribuía en  grupos de clanes asentados en zonas de hábitat favorable.
En el Neolítico, entre 6000 y 3000 años a. C.  hubo un importante crecimiento demográfico con los primeros asentamientos estables gracias al desarrollo de la agricultura y el pastoreo destacando el  yacimiento de  Herriko Barra en Zarauz. Comenzaron a aparecer  depósitos funerarios colectivos fruto de creencias inmateriales y prácticas rituales. 
En el 2000 a. C. (Edad del Cobre) la trashumancia cobró gran importancia. Este fenómeno provocó la interrelación   entre grupos de diferente origen geográfico en los ámbitos de tecnología,  y costumbres. Se generalizó la práctica de los ritos funerarios en cuevas sepulcrales y dólmenes.
Existe en Guipúzcoa una amplia variedad de muestras de esta época como crómlech y dólmenes en Jaizkibel (Irún) , Igueldo (San Sebastián), Landarbaso (Hernani), Aizgorri y   Altzania (Cegama). También existen yacimientos de la Edad de Cobre de Jentiletxe, (Motrico), de Urtiaga (Deva) y de Marizulo (Urnieta).
Durante  la edad de hierro, hacia el primer milenio a. C. se produjeron en Guipúzcoa diversas migraciones, probablemente de origen celta, que introdujeron la cultura de los castros en la región. Estas comunidades construyeron poblados fortificados, característicos de las culturas celtas, ubicados en colinas o promontorios rocosos estratégicos. Los castros estaban situados a distancias que permitían la comunicación visual entre ellos y su principal función era defensiva, actuando como fortalezas tribales frente a otras etnias o grupos que habitaban el territorio.
Los más destacados son los de Intxur (Tolosa), Buruntza (Andoáin) y Basagain (Anoeta),
En el fin fin del periodo prehistórico en Guipúzcoa confluyen  dos hechos etnográficos importantes: el primero de ellos fue la presencia   de los várdulos, así llamados por los romanos a su llegada al territorio, que estaban asentados en  amplios territorios  de Guipúzcoa, confirmando la presencia, de posible origen celta, prerromana en Guipúzcoa.
El segundo hecho clave fue la irrupción de la civilización romana en Guipúzcoa,  a principios de nuestra era. La presencia romana tuvo una  influencia uniformizadora en toda la provincia, especialmente  en la franja costera siendo la más importante la población de Oiasso, actual Irún.

## Conclusiones
La elevación del nivel del mar sumergió zonas costeras de Guipúzcoa, lo que ha provocado la desaparición de numerosos  restos arqueológicos prehistóricos. A pesar de este hecho, numerosos yacimientos arqueológicos descubiertos atestiguan que Guipúzcoa fue un enclave importante de ocupación humana a lo largo de la prehistoria.
El hallazgo de nuevos yacimientos va en aumento a medida que se realizan más excavaciones y se aplican nuevas tecnologías. Estos avances permiten un mejor entendimiento de la historia de Guipúzcoa, revelando detalles cada vez más específicos sobre la vida de las comunidades prehistóricas que habitaron Guipúzcoa, su cultura y sus costumbres. 